# Wiener Sport-Club
Wiener Sport-Club cunoscut și ca WSC este unul dintre cele mai vechi cluburi sportive din Austria și se află în cartierul vienez Dornbach.

## Istoria
Istoria Wiener Sport-Club începe cu Wiener Cyclisten Club, fondat la 24 februarie 1883 fiind un club destinat bicicliștilor. Mai târziu  clubul a deschis noi secțiuni: scrimă (1886), gimnastică (1890), box, tenis, hochei,fotbal.
Hernalser Fussball und Athletik Klub Vorwärts a fost un club de fotbal vienez fondat în 1898. În anul 1902 acest club va fuziona cu Deutschen Jungmannschaft Währing (fondat în 1900) și va rezulta Deutscher Sportverein. 
În 1904 clubul își va schimba numele în Wiener Sportvereinigung sub al cărui nume cucerește Cupa Challenge în anul 1905. 
Doi ani mai târziu la 25 februarie 1907, Wiener Sportvereinigung fuzionează cu Wiener Cyclisten Club și astfel rezultă clubul secular Wiener Sport-Club.

## Palmares

### Internațional
- 2 Campioană Cupa Challenge: 1905 & 1911
- 2 Vice-Campioană Cupa Challenge: 1909 & 1910
- Cupa Intertoto 1981

### Național
- 3 Campionatul Austriei: 1922, 1958, 1959
- Cupa Austriei: 1923

## Jucători importanți
- Eric Barber
- Erich Hof
- Lorin Avădanei "Tunarul"
- Finn Laudrup
- Julius Emanche
- Horst Blankenburg
- Lothar Ulsaß